# ポール・ベアラー
ポール・ベアラー（Paul Bearer、本名：William Alvin Moody、1954年4月10日 - 2013年3月5日）は、アメリカ合衆国のプロレスリング・マネージャー。アラバマ州モービル出身。
WWEのブラザーズ・オブ・デストラクションことジ・アンダーテイカーおよびケインのマネージャーとして知られ、彼らの父親であるという設定から、ファーザー・オブ・デストラクション（The Father of Destruction）の異名を持つ。

## 来歴
1974年、地元アラバマのガルフ・コースト地区にてプロレスラーとしてデビュー。当時は覆面を被り、ミスターX（Mr. X）などのリングネームでジョバーを務めていた。その後レスラーを廃業してアメリカ空軍に入隊。1976年の除隊後に、葬儀ディレクターの資格を取得している。
1977年よりプロレス界に復帰し、パーシー・プリングル3世（Percy Pringle III）を名乗りヒールのマネージャーに転身。1979年6月には、ザ・モンゴリアンズのマネージャーとして国際プロレスの『'79ビッグ・サマー・シリーズ』に初来日。騒々しくホイッスルを吹き鳴らし、凶器でモンゴリアンズを援護するなどの悪党マネージャーぶりを発揮し、7月10日に宮城県涌谷町で行われたマイティ井上&アニマル浜口対モンゴリアンズのIWA世界タッグ王座戦でも再三試合に介入したが、浜口の怒りを買って制裁を受けている。
1980年代前半はプロレスリング・ビジネスを離れ葬儀業に専念していたが、1985年よりフルタイムのマネージャー業に復帰。以降1980年代全般に渡り、ダラスのWCCWやフロリダのCWFなど南部のNWA圏を中心に活動。WCCWでは若手時代のアルティメット・ウォリアー（当時ディンゴ・ウォリアー）やスティーブ・オースチン、そして覆面レスラーのザ・パニッシャーを名乗っていたマーク・キャラウェイのマネージャーも務めた。
1991年、ブラザー・ラブに代わるジ・アンダーテイカーの新しいマネージャーとしてWWFと契約。アンダーテイカーのギミックに合わせ、骨壺を手に喪服を着た白塗りの従者という、副業の葬儀業をデフォルメしたスタイルのポール・ベアラー（Paul Bearer）に変身する。トークの才能を活かし、フューネラル・パーラー（The Funeral Parlor）なるインタビュー・コーナーも担当した。

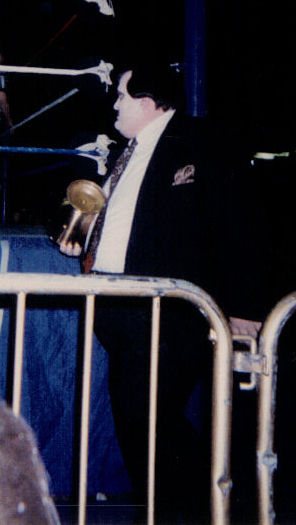
1996年

翌1992年、共闘していたジェイク・ロバーツとの仲間割れを機に揃ってベビーフェイスに転向。以降、アンダーテイカーとの怪奇派コンビでニュージェネレーション期に入った1990年代のWWFを支えた。1996年からはアンダーテイカーを裏切ってヒールターンし、ベイダー、マンカインド、ケインらをマネージメントしてアンダーテイカーとの抗争に臨んだ。異父兄弟という設定のアンダーテイカーとケインの抗争アングルでは、ベアラーはケインの実父であり、アンダーテイカーの母親に彼を産ませたというサイドストーリーも設けられた。
1998年10月にアンダーテイカーがヒールターンするとコンビを復活させ、1999年には怪奇派ユニットのミニストリー・オブ・ダークネス（The Ministry of Darkness）を編成。ストーン・コールド・スティーブ・オースチン、ザ・ロック、D-ジェネレーションXらアティテュード期のWWFスーパースターズと抗争を繰り広げた。
2000年からはロード・エージェントやステージ・マネージャーなどの裏方業務も担当。2002年の契約満了後はTNAに登場したが、ジム・ロスの要請で2004年よりWWEと再契約。アメリカン・バッド・アス路線からデッドマンのギミックに戻ったアンダーテイカーのマネージャーを務めた。
2007年にWWEを離れ、ホームタウンのガルフ・コーストで葬儀サービス事業を手掛けつつ、インディー団体へのスポット出場を続けた。一時期はかなりの肥満体だったものの、後年は110kg程度まで減量することに成功した。
2010年秋、9月21日収録のスマックダウンにおいて短期間ながらWWEに復帰。ケインと抗争中のアンダーテイカーのマネージャーとして登場したが、10月3日のPPV『ヘル・イン・ア・セル2010』にてアンダーテイカーを裏切りケインと再合体した。ケインがアンダーテイカーを破った直後、エッジに拉致され車椅子に縛り付けられた状態で人質となり、散々な仕打ちを受けた挙句、エッジの計略でケイン自身によって高所から突き落とされることとなり、ここでの出番を終えた。
その後は2012年4月、ケインとランディ・オートンの抗争アングルにおいて登場。実父のボブ・オートン・ジュニアを襲撃したケインへの報復として、ランディによって冷凍室の中に監禁されていたところを、一度はケインに救出されたかに見えたが、"I'm saving you...from me." という台詞を浴びせられ、ケインの手で再び冷凍室の中に押し戻された。
2013年3月5日、心臓発作で死去。58歳没。没後の2014年、WWE殿堂に迎えられ、実子のダニエル・ムーディとマイケル・ムーディが式典に出席。最後はアンダーテイカーが登場し、形見の骨壷を掲げて敬意を払った。

## エピソード
- 1979年6月の国際プロレス来日時は東京サミットの開催時期でもあり、成田空港では厳戒態勢が敷かれていたため、不審人物として入国審査に引っ掛かったことがある。空港からベアラーの身元について問い合わせを受けた国際プロレスは、サミット終了までの日程と宿泊先のリストを提出させられたという。当時のリングアナウンサーだった飯橋一敏（現プロレスリング・ノア）は、「それだけ怪しい男だった」と述懐している[7]。なお、この件によってベアラー（プリングル3世）とザ・モンゴリアンズはシリーズの開幕戦（6月21日の水戸大会）に間に合うことができず、第2戦（6月23日の後楽園ホール大会）からの出場となった[8]。
- パーシー・プリングル3世の名義で活動していた1980年代、漫画作品『プロレス・スターウォーズ』において、当時アメリカで実際にマネージメントしていたミッシング・リンクのマネージャーとして、本人役で登場している。

## 担当選手
パーシー・プリングル3世

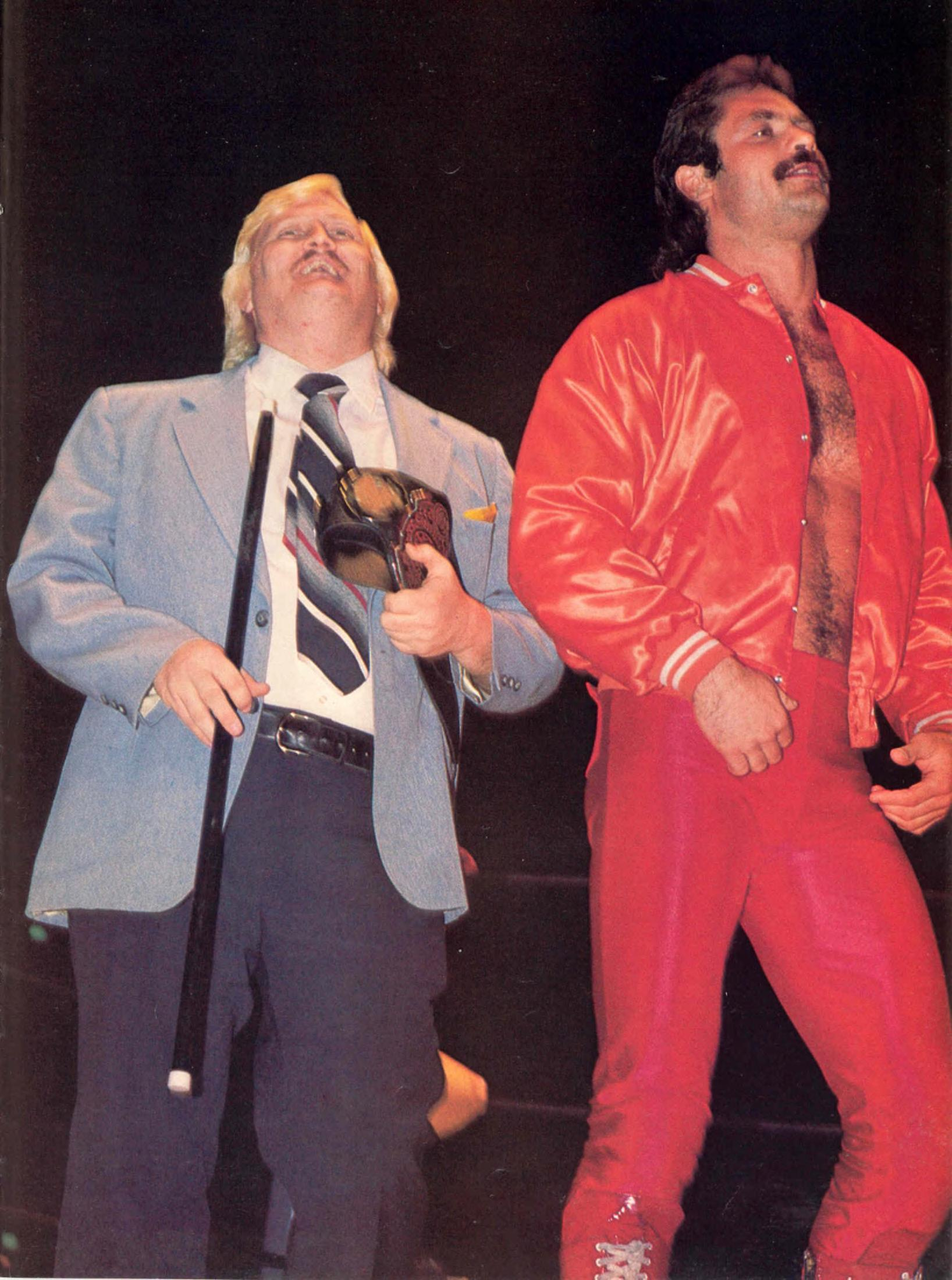
右はリック・ルード（1985年）

- ザ・モンゴリアンズ / ザ・サモアンズ（タプー・サモア、ティオ・サモア）
- シュガー・ベア・ハリス
- オキ・シキナ（サパタ・マルチネス）
- ザ・スポイラー
- ザ・グレート・カブキ
- ジョー・ルダック
- バズ・ソイヤー
- マット・ボーン
- マスター・G
- ディンゴ・ウォリアー
- ミッシング・リンク
- ワンマン・ギャング
- ブラックジャック・マリガン
- ザ・グラップラー
- リック・ルード
- ジェシー・バー
- バディ・ローズ
- リップ・オリバー
- プリティ・ヤング・シングス（ココ・ウェア、ノーベル・オースチン）
- アブドーラ・ザ・ブッチャー
- ハーキュリーズ・ヘルナンデス
- レックス・ルガー
- キング・パーソンズ
- ザ・パニッシャー
- スティーブ・オースチン

ポール・ベアラー
- ジ・アンダーテイカー
- ベイダー
- マンカインド
- ジ・エクスキューショナー
- ケイン
- ミニストリー・オブ・ダークネス
  - ジ・アコライツ（ファルーク、ブラッドショー）
  - ミディオン
  - ヴィセラ
  - ザ・ブルード（ギャングレル、エッジ、クリスチャン）
- ビッグ・ショー